# Nervilia khasiana
Nervilia khasiana är en orkidéart som först beskrevs av George King och Robert Pantling, och fick sitt nu gällande namn av Rudolf Schlechter. Nervilia khasiana ingår i släktet Nervilia och familjen orkidéer.
Artens utbredningsområde är Assam (Indien). Inga underarter finns listade i Catalogue of Life.